# Fratele Roger
Fratele Roger, născut Roger Schutz, (n. 12 mai 1915, Provence⁠(d), cantonul Vaud, Elveția – d. 16 august 2005, Taizé, Bourgogne, Franța) a fost un călugăr elvețian și fondator al Comunității Taizé. În anul 1989 a fost distins cu Premiul Carol cel Mare.

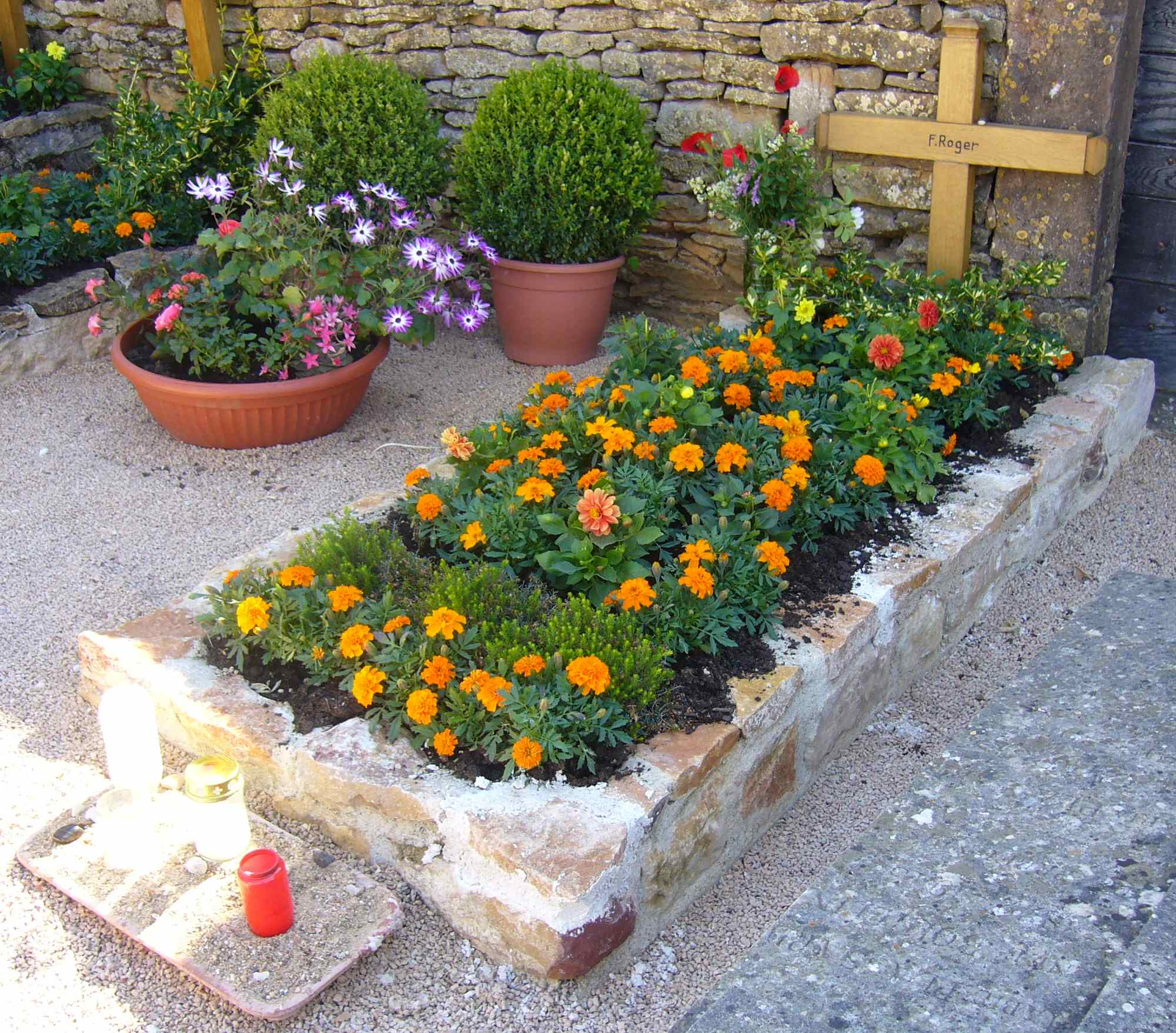
Mormântul Fratelui Roger Schutz

## Biografie
Roger Schutz este ultimul dintre cei nouă copii ai pastorului protestant originar din Bachs (Elveția), Ulrich Schütz, și ai Améliei Henriette Schütz-Marsauche, o protestantă franceză originară din Bourgogne.
S-a născut și și-a petrecut copilăria și tinerețea la Provence, în cantonul Vaud, unde tatăl său era pastor al parohiei. Din 1937 până în 1940 Roger a studiat teologia reformată la Facultatea de Teologie Protestantă din Strasbourg și la Lausanne.

### Fondarea Comunității Taizé
În 1940, la vârsta de douăzeci și cinci de ani, a hotărât să meargă să împărtășească în Franța soarta acestei țări ocupate. « De la Geneva, am plecat pe bicicletă în Franța, căutând o casă unde să mă rog, unde să primesc și unde, într-o zi, va fi această viață de comunitate. »
A ales să se stabilească la Taizé, un sătuc din Bourgogne, unde locuitorii l-au primit călduros. La începutul războiului, a găzduit zeci de refugiați evrei, împreună cu sora sa Geneviève. În 1942 s-a întors în Elveția și a aflat că nu mai putea să revină la Taizé, întrucât fusese denunțat. În 1944 a revenit totuși la Taizé și s-a pus în ajutorul prizonierilor de război germani.
A murit asasinat, fiind înjunghiat de Luminița Solcan, o dezechilibrată în vârstă de treizeci și șase de ani.